# Orchestre symphonique de Sanremo
L’Orchestre symphonique de Sanremo (en italien Orchestra Sinfonica di Sanremo) est un orchestre créé en 1905 à Sanremo. Il fait partie des 13 institutions reconnues par l'État. Depuis le 1er janvier 2003, il est devenu une fondation. Le siège de ses concerts est le Théâtre de l'opéra du casino de Sanremo. Depuis le 1er janvier 2010, le directeur est Bruno Santori qui sera également le directeur artistique l'année suivante. Depuis 2003, il participe au Festival de Sanremo, organisé par la RAI. Depuis 2006, avec l'aide de la région Ligurie, il a signé une convention avec le Théâtre de l'Opera Giocosa pour des productions lyriques, comme Rigoletto, L'elisir d'amore, Werther, La clemenza di Tito ou Nabucco y compris la première édition moderne de Tutti in maschera (de Carlo Pedrotti), également produit en DVD. En 2010, c'est Cavalleria rusticana et Don Pasquale qui ont été les coproductions avec l'Opera Giocosa. L'orchestre a produit 5 CD récemment et il organise un Festival international de musique baroque depuis 5 ans. Depuis 2010, l'Orchestre symphonique de Sanremo, sans oublier sa vocation initiale de musique classique s'affiche également avec la marque commerciale “Sanremo Festival Orchestra”.